# Ba Ria-Vung Tau (provincie)
Ba Ria-Vung Tau (vietnamsky Bà Rịa-Vũng Tàu) je bývalá provincie na jihu Vietnamu. Hlavní město je Ba Ria, bývalé hlavní město je Vung Tau. Žije zde přes 1 milion obyvatel. 12 června 2025 byla včleněna do Ho Či Minova města.

## Geografie
Provincie leží na jihu Vietnamu v ústí řeky Mekong. Sousedí s provinciemi Dong Nai, Ho Či Minovým Městem a Binh Thuan. Povrch je nížinatý, pobřeží obklopují krásné pláže.